# Becerreá (Becerreá)
Becerreá és una parròquia consagrada a Sant Joan pertanyent al municipi de Becerreá, província de Lugo.

## Demografia
La parròquia de Becerreá és la més poblada del municipi de Becerreá, ja que és la parròquia del cap de municipi que és, alhora, la capital de la comarca dels Ancares.
Segons el padró municipal del 2004 la parròquia de Becerreá tenia 1395 habitants (725 dones i 670 homes), distribuïts en 4 entitats de població. Aquestes dades pressuposen una reducció de la demogràfica respecte el 1999, quan la parròquia tenia 1485 habitants. Segons l'IGE, el 2014 la seva població va créixer fins als 1396 habitants (677 homes i 719 dones).

## Llocs de la parròquia de Becerreá
- Becerreá
- Cabanela de Abaixo
- Cabanela de Arriba
- Lamas